# Эш-Шатра
Эш-Шатра (араб. الشطرة‎) — город на юго-востоке Ирака, в мухафазе Ди-Кар, расположенный на берегу канала Эль-Гарраф. В 22 км к западу от города находится древний город-государство Лагаш. В 2009 году население города составляло от 65 до 90 тысяч человек.